# ارپادهالوم
ارپادهالوم (به مجاری: Árpádhalom) یک منطقهٔ مسکونی در مجارستان است که در ناحیه سنتش واقع شده‌است. ارپادهالوم ۴۵٫۲۰ کیلومتر مربع مساحت و ۵۱۴ نفر جمعیت دارد.